# Ricardo Bell
Richard Bell Guest (Londres, Reino Unido, 10 de enero de 1858 - New York, 12 de marzo de 1911), conocido también como Ricardo Bell, fue un payaso y empresario circense inglés. En México, trabajó en el Circo Orrín y luego fundó el Gran Circo Ricardo Bell, país en el que logró fama y reconocimiento a finales del siglo XIX y principios del XX.

## Trayectoria
Debutó en Lyon a los dos años, recorriendo después por diferentes ciudades de Europa. Actuó en México el 17 de octubre de 1869 en el Circo Chiarin. Conoció a su esposa Francisca Peyrés, en Santiago de Chile y luego se mudaron a Ciudad de México cuando Bell fue contratado por el Circo Orrín, época en la que solo se presentaban artistas extranjeros en los circos.
Volvió a México en 1881. Debido a su talento triunfó rápidamente convirtiéndose en la atracción principal del Circo Orrín, llegando a ser su socio. Bell cambió la estética usual del payaso carablanca por uno más llamativo basado en el modelo del pierrot, que en México fue llamado "huacaro".
En 1906, cuando el Circo Orrín dejó de funcionar, instaló el Gran Circo Ricardo Bell, en el mismo lugar. Actuaban sus trece hijos y las crónicas y notas periodísticas de la época constatan a detalle el éxito y la conexión que tenía con su público.Su circo se inauguró en 1907 y el edificio fue demolido en 1910.
El 3 de enero de 1911, debido a la revolución maderista, partió con su familia rumbo al Reino Unido, hicieron una escala en Nueva York, dónde permanecieron por el fallecimiento de su hermano Jerry. Allí recibió noticias de cómo su casa había sido tomada por revolucionarios. Falleció el 12 de marzo de 1911 y fue enterrado en Nueva York.
El poeta Juan de Dios Peza escribió en El Monitor Republicano sobre Bell "es más popular que el pulque".
En la ciudad de Mineral del Monte, Hidalgo, existe en el panteón británico una tumba de un minero homónimo, por lo que la gente de la localidad cree que se trata de Bell.